# Алесандро Миреси
Алесандро Миреси (итал. Alessandro Miressi; Торино, 2. октобар 1998) италијански је пливач чија ужа специјалност су трке слободним стилом на 50 и 100 метара у великим и малим базенима. Некадашњи је троструки јуниорски европски првак, европски сениорски првак у трци на 100 метара слободним стилом и вишеструки национални првак и рекордер.

## Спортска каријера
Миреси је дебитовао на међународној пливачкој сцени као јуниор 2015. године, а прво веће такмичење на коме је наступио су биле Европске игре у Бакуу где су у пливачким такмичењима учествовали јуниори. У Бакуу је Миреси освојио две сребрне медаље у тркама на 100 слободно и у штафети на 4×100 слободно. Два месеца касније на Светском јуниорском првенству у Сингапуру осваја бронзану медаљу у трци штафета на 4×100 метара слободним стилом. Са наступима у јуниорској конкуренцији је завршио 2016. након учешћа на Европском првенству где је освојио пет медаља, од чега су три биле златне. 
У сениорској конкуренцији је дебитовао на Светском првенству у Будимпешти 2017 где је остварио неколико запаженијих резултата пливајући у штафетним тркама на 4×100 слободно и 4×100 слободно микс (два пета места у финалима). Нешто касније исте године освојио је и прве сениорске медаље, прво једно сребро на Универзијади у Тајпеју (4×100 слободно), а потом и још две сребрне медаље на Европском првенству у малим базенима у Копенхагену (4×50 слободно и 4×50 мешовито). 
Низ успешних резултата на међународној сцени је наставио и током 2018. године. Прво је на Медитеранским играма у Тарагони освојио сребрну медаљу у трци на 100 метара слободним стилом, а потом на Европском првенству у Глазгову осваја још три медаље, од чега једну златну у трци на 100 слободно. Годину је завршио са освојеном бронзаном медаљом у трци штафета на 4×50 слободно на Светском првенству у малим базенима у Хангџоуу. 
Миреси је наступио и на Светском првенству у корејском Квангџуу 2019. где се такмичио у три дисциплине. Једину појединачну трку у којој је учествовао, ону на 100 слободно, завршио је на деветом месту у полуфиналу и није се пласирао у финале, док је у тркама штафета на 4×100 слободно и 4×100 слободно микс пливао у финалима (италијански тим је заузео четврто, односно осмо место у тим тркама).  
На Европском првенству у малим базенима које је у децембру 2018. одржано у Глазгову, освојио је по једну сребрну (100 слободно) и бронзану медаљу (4×50 слободно).